# Blues Pills/Diskografie
Diese Diskografie ist eine Übersicht über die musikalischen Werke der schwedischen Bluesrock-Band Blues Pills. Ihre erfolgreichste Veröffentlichung ist das zweite Studioalbum Lady in Gold, das Platz eins der deutschen Albumcharts erreichte.

## Alben

### Studioalben
| Jahr | Titel Musiklabel                       | Höchstplatzierung, Gesamtwochen, AuszeichnungChartplatzierungen (Jahr, Titel, Musiklabel, Platzierungen, Wochen, Auszeichnungen, Anmerkungen) | Höchstplatzierung, Gesamtwochen, AuszeichnungChartplatzierungen (Jahr, Titel, Musiklabel, Platzierungen, Wochen, Auszeichnungen, Anmerkungen) | Höchstplatzierung, Gesamtwochen, AuszeichnungChartplatzierungen (Jahr, Titel, Musiklabel, Platzierungen, Wochen, Auszeichnungen, Anmerkungen) | Höchstplatzierung, Gesamtwochen, AuszeichnungChartplatzierungen (Jahr, Titel, Musiklabel, Platzierungen, Wochen, Auszeichnungen, Anmerkungen) | Höchstplatzierung, Gesamtwochen, AuszeichnungChartplatzierungen (Jahr, Titel, Musiklabel, Platzierungen, Wochen, Auszeichnungen, Anmerkungen) | Höchstplatzierung, Gesamtwochen, AuszeichnungChartplatzierungen (Jahr, Titel, Musiklabel, Platzierungen, Wochen, Auszeichnungen, Anmerkungen) | Anmerkungen                                                         |
| Jahr | Titel Musiklabel                       | DE | AT | CH | UK | FI | SE | Anmerkungen                                                         |
| ---- | -------------------------------------- | --- | --- | --- | --- | --- | --- | ------------------------------------------------------------------- |
| 2014 | Blues Pills Nuclear Blast              | DE4 (9 Wo.)DE | AT19 (2 Wo.)AT | CH10 (7 Wo.)CH | UK68 (1 Wo.)UK | FI21 (3 Wo.)FI | — | Erstveröffentlichung: 24. Juli 2014                                 |
| 2016 | Lady in Gold Nuclear Blast             | DE1 (7 Wo.)DE | AT12 (4 Wo.)AT | CH2 (5 Wo.)CH | UK31 (1 Wo.)UK | FI6 (3 Wo.)FI | SE27 (2 Wo.)SE | Erstveröffentlichung: 5. August 2016 # 2 der deutschen Vinylcharts  |
| 2020 | Holy Moly! Nuclear Blast               | DE4 (4 Wo.)DE | AT6 (1 Wo.)AT | CH11 (3 Wo.)CH | UK89 (1 Wo.)UK | FI24 (1 Wo.)FI | — | Erstveröffentlichung: 21. August 2020 # 6 der deutschen Vinylcharts |
| 2024 | Birthday Throwdown Entertainment (BMG) | DE12 (1 Wo.)DE | AT24 (1 Wo.)AT | CH14 (1 Wo.)CH | — | — | — | Erstveröffentlichung: 2. August 2024                                |

### Livealben
| Jahr | Titel Musiklabel                           | Anmerkungen                            |
| ---- | ------------------------------------------ | -------------------------------------- |
| 2015 | Blues Pills Live Nuclear Blast             | Erstveröffentlichung: 20. März 2015    |
| 2017 | Lady in Gold – Live in Paris Nuclear Blast | Erstveröffentlichung: 3. November 2017 |

### EPs
| Jahr | Titel Musiklabel                 | Anmerkungen                                 |
| ---- | -------------------------------- | ------------------------------------------- |
| 2012 | Bliss Crusher Records            | Erstveröffentlichung: 15. März 2011         |
| 2013 | Devil Man Nuclear Blast          | Erstveröffentlichung: 18. Oktober 2013      |
| 2014 | Live at Rockpalast Nuclear Blast | Erstveröffentlichung: 28. März 2014 Live-EP |

## Singles
| Jahr | Titel                             | Album                                         |
| ---- | --------------------------------- | --------------------------------------------- |
| 2012 | Black Smoke                       | –                                             |
| 2014 | High Class Woman                  | Blues Pills                                   |
| 2016 | Lady in Gold                      | Lady in Gold                                  |
| 2020 | Proud Woman                       | Holy Moly!                                    |
| 2020 | Low Road                          | Holy Moly!                                    |
| 2020 | Kiss My Past Goodbye              | Holy Moly!                                    |
| 2020 | Rhythm in the Blood               | Holy Moly!                                    |
| 2022 | California (feat. Marc Broussard) | Holy Moly!                                    |
| 2024 | Birthday                          | Birthday                                      |
| 2024 | Don’t You Love It                 | Birthday                                      |
| 2024 | Top of the Sky                    | Birthday                                      |
| 2024 | Piggyback Ride                    | Birthday                                      |
| 2025 | Here Comes the Night              | – Original: Pugh Rogefeldt: Här kommer natten |

## Videoalben und Musikvideos

### Videoalben
| Jahr | Titel Musiklabel                           | Höchstplatzierung, Gesamtwochen, AuszeichnungChartplatzierungen (Jahr, Titel, Musiklabel, Platzierungen, Wochen, Auszeichnungen, Anmerkungen) | Höchstplatzierung, Gesamtwochen, AuszeichnungChartplatzierungen (Jahr, Titel, Musiklabel, Platzierungen, Wochen, Auszeichnungen, Anmerkungen) | Höchstplatzierung, Gesamtwochen, AuszeichnungChartplatzierungen (Jahr, Titel, Musiklabel, Platzierungen, Wochen, Auszeichnungen, Anmerkungen) | Höchstplatzierung, Gesamtwochen, AuszeichnungChartplatzierungen (Jahr, Titel, Musiklabel, Platzierungen, Wochen, Auszeichnungen, Anmerkungen) | Höchstplatzierung, Gesamtwochen, AuszeichnungChartplatzierungen (Jahr, Titel, Musiklabel, Platzierungen, Wochen, Auszeichnungen, Anmerkungen) | Höchstplatzierung, Gesamtwochen, AuszeichnungChartplatzierungen (Jahr, Titel, Musiklabel, Platzierungen, Wochen, Auszeichnungen, Anmerkungen) | Anmerkungen                            |
| Jahr | Titel Musiklabel                           | DE | AT | CH | UK | FI | SE | Anmerkungen                            |
| ---- | ------------------------------------------ | --- | --- | --- | --- | --- | --- | -------------------------------------- |
| 2017 | Lady in Gold – Live in Paris Nuclear Blast | — | — | — | — | — | SE8 (1 Wo.)SE | Erstveröffentlichung: 3. November 2017 |

### Musikvideos
| Jahr | Titel                | Regie                            |
| ---- | -------------------- | -------------------------------- |
| 2014 | High Class Woman     | Joan Manuel Urquiaga Valdes      |
| 2014 | Gypsy                | Zack Anderson                    |
| 2014 | No Hope Left for Me  | Patric Ullaeus                   |
| 2016 | Lady in Gold         |                                  |
| 2016 | I Felt a Change      |                                  |
| 2020 | Proud Woman          | Patric Ullaeus                   |
| 2020 | Low Road             | Patric Ullaeus                   |
| 2020 | Kiss My Past Goodbye |                                  |
| 2020 | Rhythm in the Blood  |                                  |
| 2021 | Wild Horses          |                                  |
| 2024 | Birthday             | Blues Pills                      |
| 2024 | Don’t You Love It    |                                  |
| 2024 | Top of the Sky       | Max Ljungberg                    |
| 2024 | Piggyback Ride       | Zack Anderson                    |
| 2025 | Here Comes the Night | Carl Stenlöv & Benjamin Löfquist |

## Sonderveröffentlichungen
| Jahr | Titel            | Anmerkungen                         |
| ---- | ---------------- | ----------------------------------- |
| 2016 | Golden Treasures | Exklusive CD des Magazins Rock Hard |

## Statistik

### Chartauswertung
|                     | DE    | AT    | CH    | UK    | US    | SE    | FI    |
| ------------------- | ----- | ----- | ----- | ----- | ----- | ----- | ----- |
| Nummer-eins-Alben   | DE1DE | AT—AT | CH—CH | UK—UK | US—US | SE—SE | FI—FI |
| Top-10-Alben        | DE3DE | AT1AT | CH1CH | UK—UK | US2US | SE—SE | FI1FI |
| Alben in den Charts | DE4DE | AT4AT | CH4CH | UK3UK | US5US | SE1SE | FI3FI |

|                          | DE    | AT    | CH    | UK    | FI    | SE    |
| ------------------------ | ----- | ----- | ----- | ----- | ----- | ----- |
| Nummer-eins-Videoalben   | DE—DE | AT—AT | CH—CH | UK—UK | FI—FI | SE—SE |
| Top-10-Videoalben        | DE—DE | AT—AT | CH—CH | UK—UK | FI—FI | SE1SE |
| Videoalben in den Charts | DE—DE | AT—AT | CH—CH | UK—UK | FI—FI | SE1SE |